# Fort George G. Meade

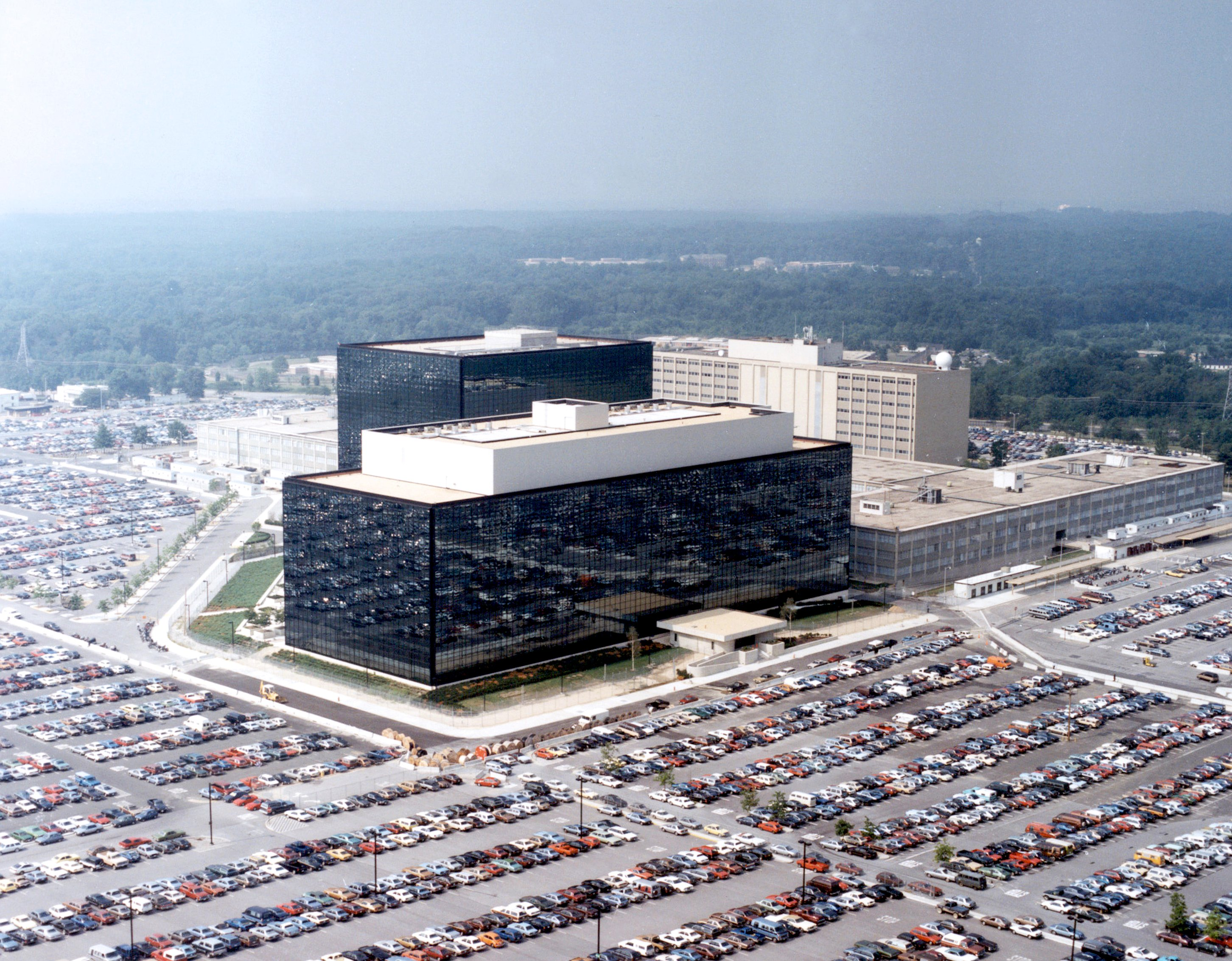
NSA:s högkvarter, Fort Meade, Maryland

Fort George G. Meade är en aktiv amerikansk militär installation tillhörande USA:s armé 8 km nordöst om Laurel, Maryland. Fortet har fått namnet från general George Meade, en general i det amerikanska inbördeskriget.
Fort Meade användes som en träningsplats, men även som ett fångläger för internerade krigsfångar under andra världskriget. Under 1950-talet blev det istället National Security Agencys högkvarter och sedan 2010 även för United States Cyber Command. Military District of Washington är basen värdförband.
Även det amerikanska nationella kryptologiska museet finns i Fort Meade.